# Psykometri (paranormal)
Inom det paranormala så betyder psykometri "att avläsa ett föremåls historia genom att röra vid det". 